# Spiophanes longicirris
Spiophanes longicirris är en ringmaskart som beskrevs av Maurice Caullery 1915. Spiophanes longicirris ingår i släktet Spiophanes och familjen Spionidae. Inga underarter finns listade i Catalogue of Life.